# Maison Dorée
Maison Dorée fue un café y restaurante ubicado en la plaza de Cataluña de Barcelona, España, que funcionó de 1897 a 1918. Destacaba por su decoración, de inspiración modernista, y por ser lugar de encuentro y tertulia de intelectuales, artistas y burguesía barcelonesa de la época.

## Arquitectura y decoración
Maison Dorée estaba ubicado en el número 22 de la plaza de Cataluña, ocupando dos plantas y el sótano de la casa Teresa Maspons, edificio construido en 1873 por Jeroni Granell. Poco después de la apertura de Maison Dorée, el arquitecto Augusto Font Carreras remodeló por completo el lujoso interior del local, de inspiración art nouveau, recibiendo el segundo premio en el concurso anual de edificios artísticos organizado por el Ayuntamiento de Barcelona.

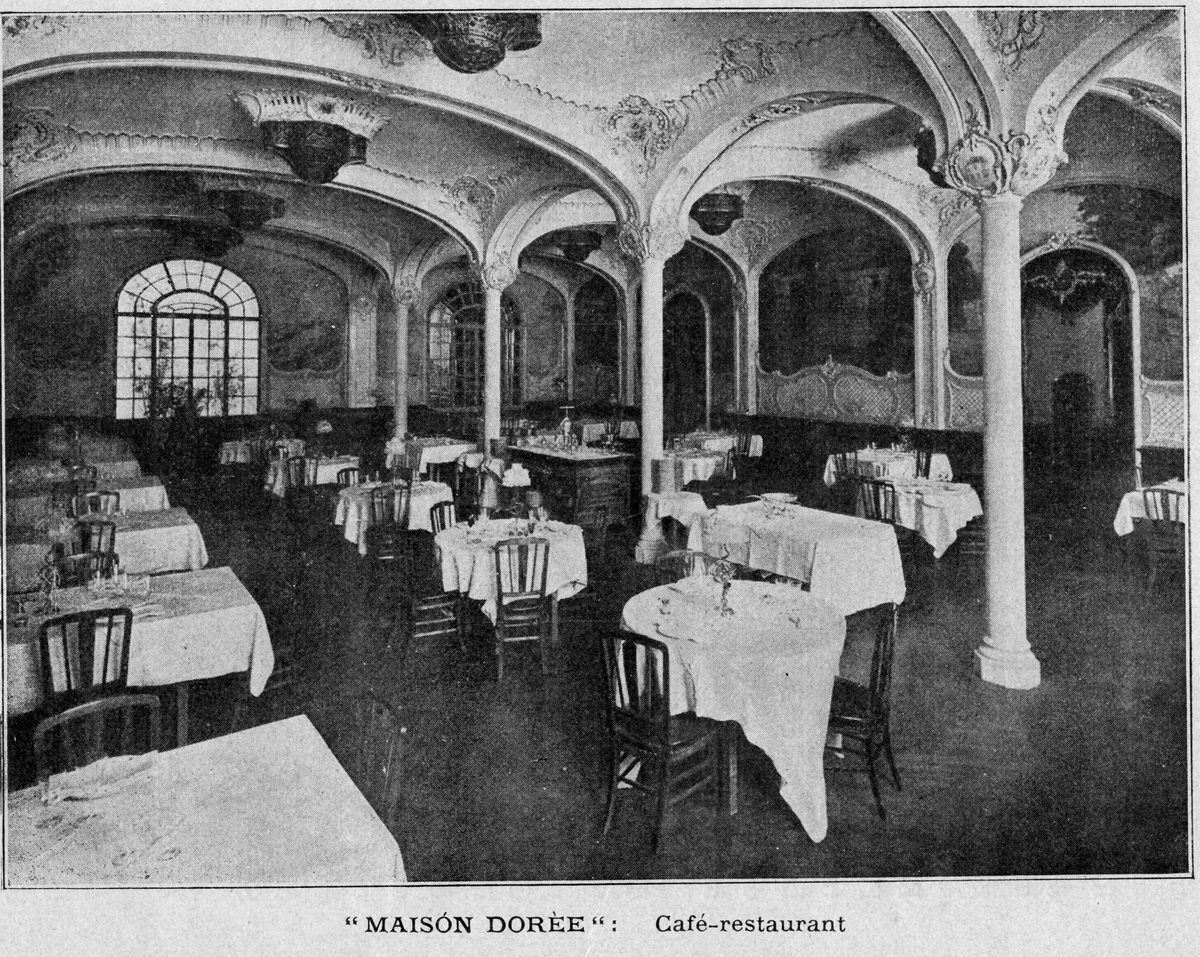
Comedor de la planta baja

En la planta baja, sostenida por columnas de hierro decoradas con motivos florales, destacan las pinturas murales de artistas como Joaquim Vancells, Ramon Riu i Dòria, Antoni de Ferrater, Adrià Gual o Alexandre de Riquer. Esta planta se dividía en dos espacios: la cafetería y un gran salón para banquetes, con capacidad para 300 comensales. El mobiliario, de estilo Luis XV, fue traído de Francia. El primer piso albergaba, además de otro gran salón, varios comedores privados, algunos de los cuales incluían también habitaciones de lujo. El establecimiento también tenía una concurrida terraza exterior y fue el primer local de la ciudad con puertas giratorias.

## Historia
El café restaurante Maison Dorée fue creado en 1897 por los hermanos franceses Charles y Michel Pompidor oriundos de Prats de Molló. Tras adquirir «La Mallorquina», una popular chocolatería ubicada en la plaza de Cataluña, en la esquina con la calle Rivadeneyra. Posteriormente, decidieron remodelar y ampliar el negocio, adquiriendo el local contiguo. Tras largas obras, dirigidas por Augusto Font Carreras, el renovado y lujoso Maison Dorée se reinauguró el 14 de septiembre de 1903. El local, que tomaba su nombre del homónimo restaurante parisino, introdujo en Barcelona algunos hábitos de la gastronomía francesa, así como la costumbre de la hora del té, que se promocionaba en los rótulos como «Five o'clock tea a las 7 de la tarde».
Rápidamente se convirtió en el establecimiento con más clase y calidad de la ciudad, y fue el lugar de encuentro habitual de la alta sociedad. Entre los asiduos a las tertulias políticas destacan Juli Marial, Ramón Turró, Pedro Rahola y Francesc Macià. También se organizaban tertulias de otras peñas y acudían artistas e intelectuales como Miquel Utrillo, Isidre Nonell, Josep Maria Junoy, Santiago Rusiñol, Joaquín Montaner, Pompeu Gener o Ramón Casas, quien conoció aquí a Julia Peraire, una vendedora de lotería que convirtió en su musa. Otros prohombres habituales fueron el banquero Manuel Girona o el general Huerta. Entre los foráneos, fueron también clientes habituales en sus visitas a la ciudad nombres como Jacinto Benavente, Pío Baroja o Carlos Arniches, así como el monarca Alfonso XIII. Maison Dorée fue también uno de los primeros locales públicos en albergar bailes de la alta sociedad. El primero, marcado por la polémica, tuvo lugar en 1905, organizado por el Marqués de Alella, Camilo Fabra.

### Cierre y usos posteriores

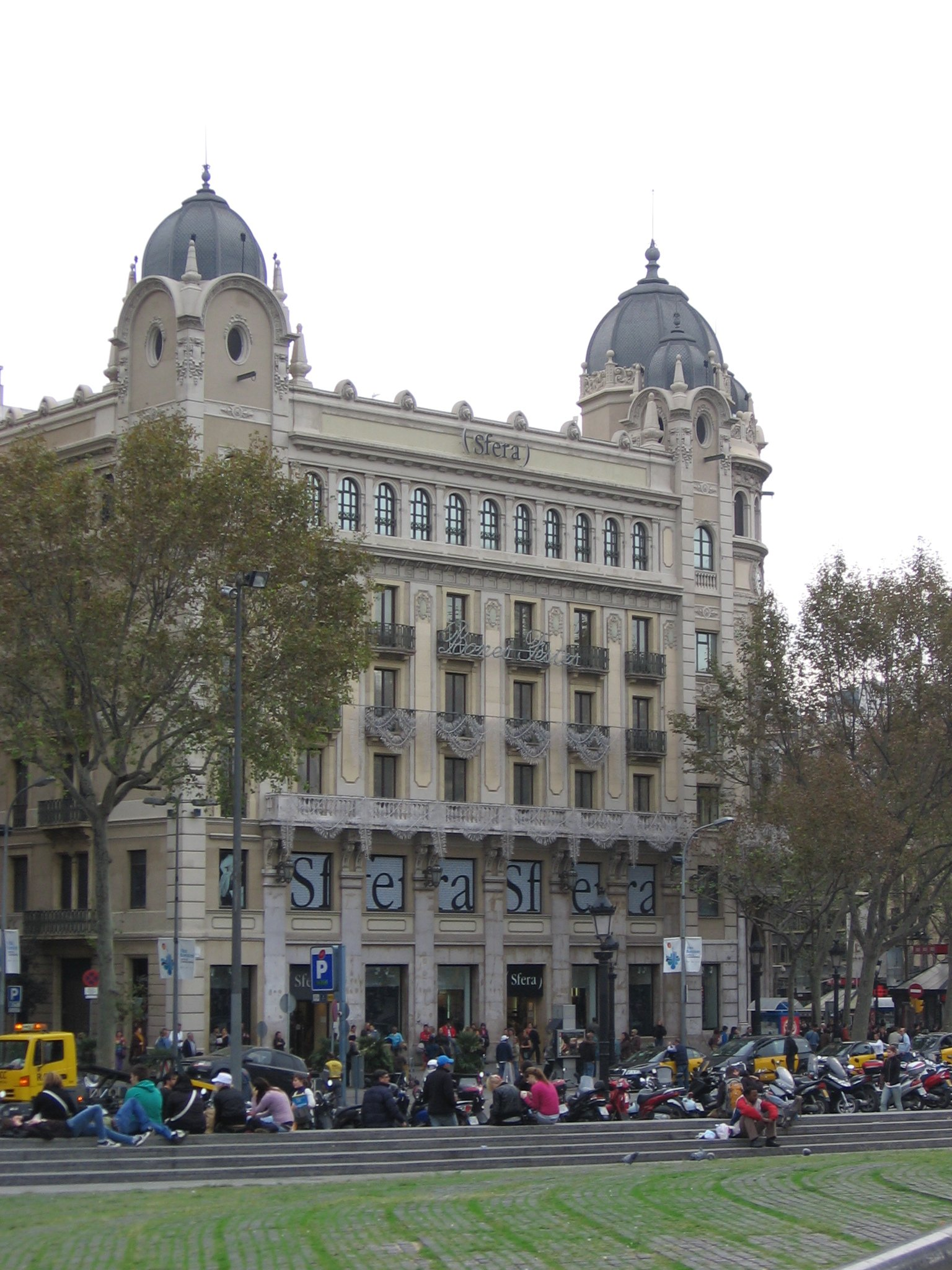
En el número 22 de la Plaza de Cataluña hoy se levanta un edificio de Enric Sagnier.

El local cerró sus puertas el 15 de junio de 1918, cuando Manuel Arnús adquirió la Casa Teresa Maspons para convertirla en la sede la Banca Arnús. La transformación, a cargo de Enric Sagnier, supuso el derribo y la reconstrucción del inmueble. En 1927, siguiendo este mismo procedimiento, se amplió con la anexión del edificio contiguo, en el chaflán de la Rambla, que albergaba el Hotel Continental. En 1947 la Banca Arnús pasó a propiedad del Banco Central. Estas oficinas fueron escenario de un histórico atraco, el 23 de mayo de 1981, con 300 rehenes. En la actualidad el edificio lo ocupan unos grandes almacenes de la cadena El Corte Inglés, tras haber albergado los de Marks & Spencer.

## Nuevo Maison Dorée
En 1924 los propietarios del Café Cataluña compraron a los hermanos Pompidor los derechos del nombre comercial Maison Dorée y abrieron un café con este nombre, también en la Plaza de Cataluña, número 7, esquina con la ronda de la Universidad. Contaba con una terraza en la propia plaza, que alcanzó gran popularidad, y un gran salón interior, y también albergó las tertulias de artistas e intelectuales de la época.